# Condado de Lincoln (Wyoming)
O Condado de Lincoln é um dos 23 condados do Estado americano do Wyoming. A sede do condado é Kemmerer, que é também a sua maior cidade. O condado tem uma área de 10 590 km² (dos quais 52 km² estão cobertos por água), uma população de 14 573 habitantes, e uma densidade populacional de 1,4 hab/km² (segundo o censo nacional de 2000). O condado foi fundado em 1911 e recebeu o seu nome em homenagem ao presidente dos Estados Unidos Abraham Lincoln.
Parte da Floresta Nacional de Bridger-Teton fica neste condado, tal como acontece com a Floresta Nacional de Caribou-Targhee e outras áreas protegidas.